# 米兰·内拉利奇
米兰·内拉利奇（1875年2月26日—1918年2月17日），生于奥匈帝国斯卢尼，奥地利前男子击剑运动员。他曾代表奥地利参加1900年夏季奥林匹克运动会击剑比赛，获得一枚铜牌。